# Kampfgeschwader 77
La Kampfgeschwader 77 (KG 77) (77e escadron de bombardiers) est une unité de bombardiers de la Luftwaffe pendant la Seconde Guerre mondiale. 

## Opérations
Le KG 77 a opéré sur des bombardiers Dornier Do 17Z, Junkers Ju 88A et dans les derniers mois de la guerre, des bombardiers à réaction Arado Ar 234.

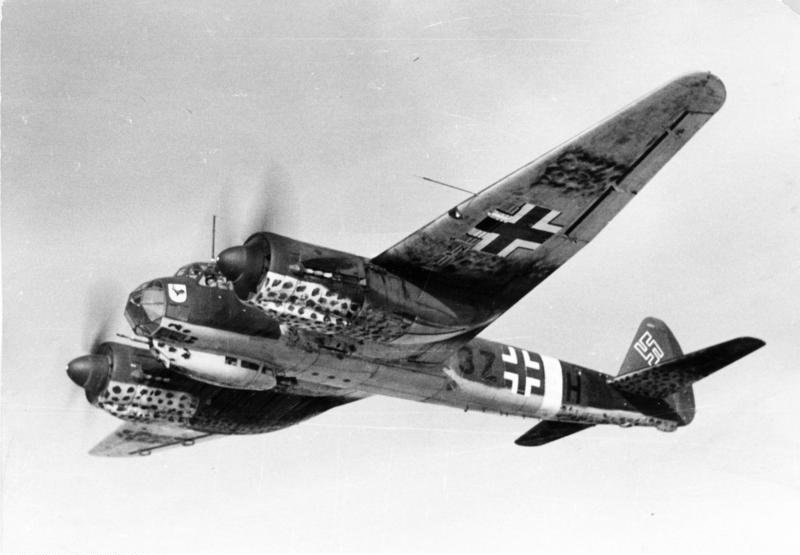
Un Junkers Ju 88 du I./KG 77

Il a été engagé dans les engagements suivants :
- Campagne de Pologne
- Bataille des Pays-Bas
- Bataille de  Belgique
- Bataille de France
- Bataille d'Angleterre
- Bataille de l'Atlantique
- Front de l'Est
- Bataille de Normandie

## Organisation

### Stab. Gruppe
Formé le 1er mai 1939 à Prague-Kbely  à partir des éléments du Stab/KG 153.

Un Stab-staffel a existé d'avril 1940 à ?.

Le Stab./KG 77 est converti sur des Junkers Ju 88LT lanceurs de torpilles à partir de juillet 1943.
Il est dissous en juillet 1944.
Geschwaderkommodore (Commandant de l'escadron) :
| Début             | Fin               | Grade          | Nom                                |
| ----------------- | ----------------- | -------------- | ---------------------------------- |
| 1er mai 1939      | 13 septembre 1939 | Oberst         | Heinrich Seywald                   |
| 14 septembre 1939 | 21 mars 1940      | Generalmajor   | Wolff von Stutterheim              |
| 21 mars 1940      | 31 mai 1940       | Oberst         | Dr Johann-Volkmar Fisser           |
| 31 mai 1940       | 15 juin 1940      | Oberstleutnant | Wolf von Stutterheim               |
| 21 juin 1940      | 1er août 1940     | Generalmajor   | Heinz-Hellmuth von Wühlisch        |
| 1er août 1940     | 13 février 1942   | Oberstleutnant | Johann Raithel (en)                |
| 13 février 1942   | 22 mars 1942      | Major          | Arved Crüger (en) (Mort au combat) |
| 23 mars 1942      | 12 février 1942   | Oberstleutnant | Hermann Schlüter                   |
| 12 février 1942   | Juillet 1944      | Major          | Wilhelm Stemmler                   |

### I. Gruppe
Formé le 1er mai 1939 à Prague-Kbely  à partir du I./KG 153 avec :
- Stab I./KG 77 à partir du Stab I./KG 153
- 1./KG 77 à partir du 1./KG 153
- 2./KG 77 à partir du 2./KG 153
- 3./KG 77 à partir du 3./KG 153

Le 1er septembre 1942, le I./KG 77 est renommé I./KG 6 avec :
- Stab I./KG77 devient Stab I./KG 6
- 1./KG 77 devient 1./KG 6
- 2./KG 77 devient 2./KG 6
- 3./KG 77 devient 3./KG 6

Reformé le 1er septembre 1942 à Catania à partir du Küstenfliegergruppe 606 / Kampfgruppe 606 (KGr. 606) avec :
- Stab I./KG 77 à partir du Stab I./KGr.606
- 1./KG 77 à partir du 1./KGr.606
- 2./KG 77 à partir du 2./KGr.606
- 3./KG 77 à partir du 3./KGr.606

Le Stab./KG 77 est converti sur des Junkers Ju 88LT lanceurs de torpilles à partir de juillet 1943.
En juillet 1944, il est renommé I./KG 26 avec :
- Stab I./KG 77 devient Stab I./KG 26
- 1./KG 77 devient 1./KG 26
- 2./KG 77 devient 2./KG 26
- 3./KG 77 devient 3./KG 26

Gruppenkommandeure (Commandant de groupe) :
| Début        | Fin                | Grade     | Nom                        |
| ------------ | ------------------ | --------- | -------------------------- |
| 1er mai 1939 | 1940               | Major     | Balcke                     |
| ?            | ?                  | ?         | ?                          |
| ?            | 25 octobre 1941    | Hauptmann | Joachim Pötter             |
| ?            | ?                  | ?         | ?                          |
| 7 mai 1942   | 1er septembre 1942 | Major     | Ernst-Günther von Scheliha |
| ?            | Juillet 1944       | Major     | Willi Sölter               |

### II. Gruppe
Formé le 1er mai 1939 à Brünn à partir du II./KG 158 avec : 
- Stab II./KG 77 à partir du Stab II./KG 158
- 4./KG 77 à partir du 4./KG 158
- 5./KG 77 à partir du 5./KG 158
- 6./KG 77 à partir du 6./KG 158

L'unité de reconnaissance est formé à partir de juillet 1943.

Le Stab, 5. et 6./KG 77 est dissous en juillet 1944 et le 4./KG 77 en août 1944.
Gruppenkommandeure :
| Début           | Fin               | Grade          | Nom              |
| --------------- | ----------------- | -------------- | ---------------- |
| 1er mai 1939    | Novembre 1939     | Oberstleutnant | Augustin         |
| 3 novembre 1939 | 8 janvier 1940    | Oberstleutnant | Karl Angerstein  |
| 1940            | 1940              | Major          | Behrendt         |
| 13 mars 1941    | 30 septembre 1941 | Hauptmann      | Dietrich Peltz   |
| Octobre 1941    | 17 octobre 1942   | Hauptmann      | Heinrich Paepcke |
| ?               | ?                 | ?              | ?                |
| ?               | Juillet 1944      | Hauptmann      | Eberhard Stüwe   |

### III. Gruppe
Formé le 1er mai 1939 à Königgrätz à partir du II./KG 255 avec :
- Stab III./KG 77 à partir du Stab II./KG 255
- 7./KG 77 à partir du 4./KG 255
- 8./KG 77 à partir du 5./KG 255
- 9./KG 77 à partir du 6./KG 255

Le Stab./KG 77 est converti sur des Junkers Ju 88LT lanceurs de torpilles à partir de juillet 1943.
Il est dissous en juillet 1944.
Gruppenkommandeure :
| Début             | Fin               | Grade          | Nom                                   |
| ----------------- | ----------------- | -------------- | ------------------------------------- |
| 1er mai 1939      | 21 septembre 1939 | Oberstleutnant | Wolff von Stutterheim                 |
| 21 septembre 1939 | 15 décembre 1939  | Major          | Walter Wadehn                         |
| Janvier 1940      | 18 septembre 1940 | Major          | Max Kless                             |
| Septembre 1940    | ?                 | Major          | Handke                                |
| 1941              | 1941              | Major          | Egbert von Frankenberg und Proschlitz |
| ?                 | ?                 | ?              | ?                                     |
| ?                 | 2 juin 1943       | Hauptmann      | Heinz Richter                         |
| ?                 | ?                 | ?              | ?                                     |

### IV. Gruppe
Formé en octobre 1940 à Laon-Couvron comme Ergänzungsstaffel/KG 77.

En mars 1941, il est augmenté en effectif pour devenir Gruppe, et devient IV./KG 77 avec :
- Stab IV./KG 77 nouvellement créé
- 10./KG 77 à partir du Erg.Sta./KG 77
- 11./KG 77 nouvellement créé
- 12./KG 77 nouvellement créé en juin 1941

En juillet 1944, le IV./KG 77 est dissous excepté :
- Stab IV./KG 77 devient Stab/Erg.KGr. LT
- 12./KG 77 devient 1./Erg.KGr. LT

Gruppenkommandeure :
| Début           | Fin              | Grade | Nom              |
| --------------- | ---------------- | ----- | ---------------- |
| ?               | ?                | ?     | ?                |
| 30 octobre 1941 | 11 juin 1943     | Major | Hans-Jörg Leutze |
| 12 juin 1943    | 6 septembre 1944 | Major | Peter Schnoor    |